# Softball ai Giochi della XXVII Olimpiade

## Classifica finale
| Pos. | Team          | Formazione |
| --- | ------------- | --- |
| Oro | Stati Uniti   | |
| Argento | Giappone      | |
| Bronzo | Australia     | |
| 4 | Cina          | |
| 5 | Italia        | V · D · M Nazionale italiana di softball femminile - Giochi olimpici di Sydney 2000 6 Paternoster · 7 Palermi · 8 Jie · 11 Ailara · 12 Comberlato · 14 Gambella · 15 Castellani · 16 Petracchi · 17 Bugliarello · 20 Auletta · 22 Sun · 23 Francolini · 28 Gorla · 33 Di Salvio · 35 Cergol Manager : Antonio Micheli |
| 6 | Nuova Zelanda | |
| 7 | Cuba          | |
| 8 | Canada        | |
| Nazionale italiana di softball femminile - Giochi olimpici di Sydney 2000 |               | |
| 6 Paternoster · 7 Palermi · 8 Jie · 11 Ailara · 12 Comberlato · 14 Gambella · 15 Castellani · 16 Petracchi · 17 Bugliarello · 20 Auletta · 22 Sun · 23 Francolini · 28 Gorla · 33 Di Salvio · 35 Cergol Manager : Antonio Micheli |               | |